# Tancredo da Sicília
Tancredo I da Sicília, também conhecido como Tancredo de Lecce (m. 20 de fevereiro de 1194), foi um rei da Sicília entre 1189 e 1194. Ele nasceu em Lecce, sendo um filho ilegítimo de Rogério III, duque de Apúlia (o filho mais velho do rei Rogério II da Sicília) por sua amante Emma,filha de Acardo II, conde de Lecce. Ele herdou o título de "conde de Lecce" de seu avô e é, consequentemente, muitas vezes é referido como "Tancredo de Lecce". Apesar de um membro da família Altavila, devido ao seu status ilegítimo, era conhecido pelo sobrenome Fitz Roger, que significa "filho de Roger (Rogério)".

## Revolta contra o rei e campanhas
Em 9 de março 1161, Tancredo se juntou ao seu tio Simão, o príncipe de Taranto, para invadir o palácio real, onde juntos detiveram o rei e a rainha, Guilherme I da Sicília e Margarida de Navarra, e seus dois filhos, e incitou imediatamente um massacre contra os muçulmanos. Originalmente, o mais velho dos dois filhos, Rogério IV, duque de Apúlia, estava destinado a ser coroado no lugar de Guilherme I, mas em pouco tempo a população apoiou a adesão do próprio Simão. Antes que este pudesse colocar-se como candidato, no entanto, a rebelião já havia se dissolvido e a população havia se acalmado. Os rebeldes foram forçados a libertar o rei, e retirar-se para os seus castelos. O Perdão foi concedido com a condição de exílio e muitos, incluindo Tancredo, aceitaram a oferta.
Logo depois, em 1174, Tancredo levou uma grande frota para o Egito em nome de Guilherme II. Os sicilianos desembarcaram perto de Alexandria, mas quando perceberam que seus aliados esperados não viriam (devido à morte do rei Amalrico I de Jerusalém) e com a aproximação do exército de Saladino, voltaram para seus navios e partiram para casa.

### Subida ao trono
Assim que Guilherme II morreu, em 1189, Tancredo organizou uma rebelião que tomou conta da ilha. Ele foi coroado no início de 1190. Seu golpe foi apoiado pela chanceler Mateus de Ajello e os militares mais destacados, enquanto as reivindicações rivais de sua tia Constança e seu marido, Henrique VI, foram apoiados pela maioria dos nobres.
Tancredo era conhecido por ser um bom soldado, apesar de sua pequena estatura, o que lhe rendeu o apelido de "Tancrédulo" do poeta cronista Pedro de Eboli. Apesar do forte apoio popular, seu governo enfrentou grandes desafios desde o início. Em 1190, Ricardo I de Inglaterra chegou a Sicília à frente de um grande exército cruzado em seu caminho para a Terra Santa. Ricardo imediatamente exigiu a libertação de sua irmã, a esposa de Guilherme II, Joana de Inglaterra, presa por Tancredo em 1189, e a devolução do dote. Também insistiu para que Tancredo cumprisse os compromissos financeiros assumidos por Guilherme II para a cruzada. Quando Tancredo recusou-se a essas demandas, Ricardo tomou um mosteiro e o castelo de La Bagnara.
Ricardo se fez acompanhar, na Sicília, pelas tropas cruzadas francesas liderado pelo rei Filipe II de França. A presença de dois exércitos estrangeiros logo causou inquietação entre os habitantes locais. Em outubro o povo de Messina se revoltou, exigindo que os estrangeiros saíssem da ilha. Ricardo I respondeu atacando Messina, que ele capturou em 4 de outubro 1190. Depois que a cidade havia sido saqueada e queimada, Ricardo I estabeleceu sua base e passar o inverno neste local.
Ele permaneceria em Messina até março de 1191, quando Tancredo finalmente concordou com um tratado, no qual foi estabelecido, entre outras cláusulas que Joana seria libertada e seria restituído a ela o valor de seu dote e Ricardo I e Felipe II reconheciam Tancredo como Rei da Sicília e selavam a paz.

### Conflitos com o Sacro Império
Após a assinatura do tratado com Ricardo I e Filipe II estes finalmente deixaram a Sicília rumo a Terra Santa. A lenda diz que antes de continuar sua viagem ir embora, Ricardo I deu Tancredo uma espada que ele dizia ser a lendária Excalibur, a fim de garantir a sua amizade.
Tendo finalmente livrado-se dos cruzados, Tancredo se confronta com ameaças vindas do norte. Em abril de 1191, em Roma, Henrique VI da Germânia e Constança da Sicília foram coroados imperador e imperatriz do Sacro Império Romano pelo Papa Celestino III, e agora o casal se virava para o sul para reivindicar o Reino da Sicília. Constança acompanhou o marido à frente de um exército imperial que desceu ao Reino. As cidades do norte deste abriram suas portas para Henrique, incluindo Cápua e Aversa. Salerno, capital continental de Rogério II, envio emissário declarando ser Henrique VI era bem-vindo e convidou Constança para ficar no antigo palácio de seu pai. Nápoles ofereceria a primeira resistência à investida, suportando um cerco com a ajuda da frota de Margarido de Brindisi, até que a maior parte do exército tivesse sucumbido à malária e outras doenças. O exército imperial foi forçado a retirar-se do reino completamente, porém Constança permaneceria em Salerno com uma pequena guarnição, como um sinal de que Henrique VI retornaria logo.
Uma vez que Henrique VI havia retirado com a maior parte do exército imperial, as cidades que supostamente haviam cedido ao Sacro Império imediatamente declarou sua fidelidade a Tancredo, em sua maior parte temendo sua retaliação. A população de Salerno viu uma oportunidade de ganhar algum favor com Tancredo e entregar Constança em suas mãos em Messina. No entanto, Tancredo estava disposto a desistir desta vantagem de negociação, em troca de Papa Celestino III legitima-lo como rei da Sicília. Por sua vez, o Papa estava esperando que ao garantir a passagem segura de Constança de volta a Roma, Henrique VI ficaria com mais boa vontade com o papado. No entanto, os soldados imperiais foram capazes de intervir antes que Constança chegasse a Roma, voltando com segurança através dos Alpes.
Henrique VI deixara deixado guarnições ao longo das fronteiras do reino. Tancredo agora procurou conquistar as cidades pelas concessões de privilégios. Em Gravina, em junho de 1192, ele reforçou seu apoio papal. Em 1192 e 1193 ele conduziu pessoalmente as campanhas bem sucedidas contra os barões de Apúlia. Mas sua morte, em Palermo (20 de fevereiro de 1194), poucos dias depois de seu filho e co-rei, Rogério III , abriu o caminho para a dinastia Hohenstaufen na Sicília.
Sua viúva, Sibila de Acerra, estabeleceu-se como regente de seu filho, Guilherme III da Sicília, mas Henrique VI voltou para a Itália no final daquele ano, com um exército financiado pelo resgate lucrativo de Ricardo I. Nápoles rendeu-se em maio, quase sem um golpe, e o resto do reino em seguida. Sibila se prepararam para defender Palermo, mas os cidadãos admitiram o Imperador em 20 de novembro de 1194. A família de Tancredo caiu nas mãos de Henrique VI e Guilherme III, segundo a lenda, foi castrado e cegado, tendo morrido na Alemanha em 1198.